# Moura
Moura – miejscowość w Portugalii, leżąca w dystrykcie Beja, w regionie Alentejo w podregionie Baixo Alentejo. Miejscowość jest siedzibą gminy o tej samej nazwie.

## Demografia
| Liczba ludności gminy Moura (1801–2011) | Liczba ludności gminy Moura (1801–2011) | Liczba ludności gminy Moura (1801–2011) | Liczba ludności gminy Moura (1801–2011) | Liczba ludności gminy Moura (1801–2011) | Liczba ludności gminy Moura (1801–2011) | Liczba ludności gminy Moura (1801–2011) | Liczba ludności gminy Moura (1801–2011) | Liczba ludności gminy Moura (1801–2011) | Liczba ludności gminy Moura (1801–2011) |
| --------------------------------------- | --------------------------------------- | --------------------------------------- | --------------------------------------- | --------------------------------------- | --------------------------------------- | --------------------------------------- | --------------------------------------- | --------------------------------------- | --------------------------------------- |
| 1801                                    | 1849                                    | 1900                                    | 1930                                    | 1960                                    | 1981                                    | 1991                                    | 2001                                    | 2004                                    | 2011                                    |
| 10 283                                  | 13 130                                  | 17 417                                  | 23 753                                  | 29 106                                  | 19 772                                  | 17 549                                  | 16 590                                  | 16 411                                  | 15 167                                  |

## Sołectwa
Sołectwa gminy Moura:
- Amareleja – 2564 osoby
- Póvoa de São Miguel – 888 osób
- Safara – 1078 osób
- Santo Agostinho – 4344 osoby
- Santo Aleixo da Restauração – 793 osoby
- Santo Amador – 412 osób
- São João Baptista – 4075 osób
- Sobral da Adiça – 1013 osób